# Зейналов, Эльдениз Мамед оглы
Эльдениз Мамед оглы Зейналов (азерб. Eldəniz Məmməd oğlu Zeynalov; 1 января 1937, Баку — 5 ноября 2001, там же) — азербайджанский актёр театра и кино, Заслуженный артист Азербайджанской ССР (1974), Народный артист Азербайджана (2000). Известен такими ролями, как роль Тофика в фильме «В этом южном городе», маляра Ахмеда в фильме «Где Ахмед?», истца в фильме «Дорожное происшествие» и др.

## Биография
Эльдениз Мамед оглы Зейналов родился 1 января 1937 года в городе Баку, в семье военного. Ещё будучи ребёнком, Зейналов проявил интерес к искусству. Позднее вступил в Клуб железнодорожников, которым руководил актер Агададаш Курбанов. 
Первое появление Зейналова на сцене состоялось в Азербайджанском государственном академическом драматическом театре в постановке «Севиль» Джаббара Джаббарлы. Эльдениз Зейналов окончил Театральный институт, где учился в классе народного артиста СССР Адиля Искендерова. Преподавателями Зейналова были Мирзаага Алиев, Мамедали Велиханлы, Мовсун Санани.
В 1963 году Зейналов впервые снялся в кино в кинокомедии «Где Ахмед?». Позднее Эльдениз Зейналов снялся в таких фильмах, как «В этом южном городе», «Я помню тебя, учитель», «Ищите девушку», «Семеро сыновей моих», «Жизнь испытывает нас», «Дульсинея Тобосская», «Дорожное происшествие», «Дедушка дедушки нашего дедушки», «Украли жениха», «Всё к лучшему». Также Зейналов снимался в сатирическом киножурнале «Мозалан». По словам кинокритика Айдына Кязымзаде, в фильме «В этом южном городе» Зейналов создал «новый тип героя в азербайджанском кинематографе». По словам актёра Абдула Махмудбейли, Зейналов боялся садиться верхом на лошадь, из-за чего отказался от роли Мирпаши в фильме «Семеро сыновей моих».
В 1999 году Зейналов был награждён премией «Хумай». Указом президента Азербайджана Гейдара Алиева № 414 от 28 октября 2000 года за заслуги в развитии азербайджанской культуры Эльденизу Мамед оглы Зейналову было присвоено звание Народного артиста Азербайджана.
Скончался Эльдениз Зейналов 5 ноября 2001 года. По словам сына актёра Эльбруса Зейналова, его отец за некоторое время до этого упал и сломал бедренную кость. Во время операции из-за ошибки врачей у актёра начались проблемы с кровеносной системой в ноге. В день кончины родные Зейналова услышали в его спальне шум, а, зайдя в комнату, застали актёра уже умершим.

## Память
Режиссёр Алекпер Мурадов снял фильм об Эльденизе Зейналове.
В марте 2012 года в азербайджанском Госфильмофонде состоялось мероприятие, посвященное 75-летию Эльданиза Зейналова.
В октябре 2017 года во Дворце культуры поселка Мардакян Главным управлением Министерства культуры и туризма Азербайджана был организован вечер памяти Эльданиза Зейналова.